# Alain Berset
Alain Berset (ur. 9 kwietnia 1972 we Fryburgu) – szwajcarski polityk, deputowany do Rady Kantonów od 2003 do 2011 i jej przewodniczący w latach 2008–2009, członek Szwajcarskiej Rady Federalnej od 1 stycznia 2012 do 31 grudnia 2023, prezydent Szwajcarii w 2018 i 2023, sekretarz generalny Rady Europy od 2024 

## Życiorys
Urodził się w 1972 we Fryburgu. W 1996 ukończył studia licencjackie z zakresu nauk politycznych na Université de Neuchâtel w Neuchâtel. W 2005 zdobył tytuł doktora ekonomii na tejże uczelni. W latach 1996–2001 był asystentem i pracownikiem naukowym w Instytucie Ekonomii Regionalnej na Université de Neuchâtel. Od 2000 do 2001 prowadził badania naukowe w instytucie badań ekonomicznych w Hamburgu (Hamburgisches Welt-Wirtschafts-Archiv).
Od 2000 do 2004 był członkiem Zgromadzenia Konstytucyjnego kantonu Fryburg, przewodnicząc w nim klubowi Socjaldemokratycznej Partii Szwajcarii (PS). W latach 2001–2003 wchodził w skład rady generalnej Belfaux. Od 2002 do 2003 pełnił funkcję konsultanta w Departamencie Spraw Gospodarczych kantonu Neuchâtel.
1 grudnia 2003 objął mandat deputowanego do Rady Kantonów jako reprezentant kantonu Fryburg. W 2007 oraz w 2011 uzyskał reelekcję. W 2006 objął funkcję wiceprzewodniczącego klubu parlamentarnego PS. Od 1 grudnia 2008 do 22 listopada 2009 zajmował stanowisko przewodniczącego Rady Kantonów.
14 grudnia 2011 został wybrany w skład Szwajcarskiej Rady Federalnej. Urząd objął 1 stycznia 2012, zastępując Micheline Calmy-Rey, która nie ubiegała się o kolejną kadencję na stanowisku. Stanął również na czele resortu spraw wewnętrznych, zastępując Didiera Burkhaltera, który objął departament spraw zagranicznych po Micheline Calmy-Rey. W grudniu 2016 został wybrany na wiceprezydenta Szwajcarii na rok 2017.
6 grudnia 2017 został wybrany na urząd prezydenta Szwajcarii, który objął 1 stycznia 2018. Jego kandydaturę poparło 190 spośród 210 deputowanych. 8 grudnia 2021 w wyniku wyboru Ignazio Cassisa na prezydenta Szwajcarii na 2022, został wybrany na wiceprezydenta. 7 grudnia 2022 został wybrany na urząd prezydenta Szwajcarii, który objął 1 stycznia 2023. Jego kandydaturę poparło 140 spośród 181 deputowanych.
W czerwcu 2023 ogłosił, że nie będzie ubiegał się o reelekcję w grudniowych wyborach do Rady Narodowej, w styczniu 2024 zastąpił go Beat Jans.
25 czerwca 2024 został wybrany na stanowisko sekretarza generalnego Rady Europy; pokonując belgijskiego kandydata Didiera Reyndersa oraz estońskiego kandydata Indreka Saarę. Funkcję tę objął 18 września 2024.
Wchodził w skład różnych organizacji i stowarzyszeń, m.in. jako prezes Federacji Najemców Szwajcarii francuskojęzycznej oraz prezes Fundacji „Les Buissonnets”, wspomagającej osoby niepełnosprawne. Jest autorem publikacji z zakresu nauk ekonomicznych i migracji. Alain Berset jest żonaty, ma troje dzieci.